# Walter Eric Spear
Walter Eric Spear, nemški fizik in akademik, * 20. januar 1921, Frankfurt ob Majni, † 21. februar 2008.
Najbolj je poznan po svojem pionirskem delu na področju velikopodročne elektronike in tankih filmskih prikazovalnikov.

## Nagrade
- Rumfordova medalja (1990)